# Nova Asse-Mollem
Nova Asse-Mollem is een Belgische voetbalclub uit Asse (Vlaams-Brabant) en Mollem. Het is de opvolger van Juve Mollem, die zich in 2014 aansloot bij de KBVB met stamnummer 9616.

## Geschiedenis
Juve Mollem sloot in 2014 aan bij de KBVB en begon met uitsluitend jeugdelftallen.
In 2019 besloot men met buur Voorwaarts Mollem te fuseren, Voorwaarts bracht de seniorenploegen aan, Juvé de jeugdploegen. 
Men ging verder onder het stamnummer van Juve Mollem, de naam van de club werd uitgebreid tot Soccer Academy Juve Mollem Voorwaarts.
Gezien Voorwaarts Mollem in 2018-2019 het behoud had weten te verzekeren in Derde Provinciale, mocht de fusieclub in deze reeks starten.
Men eindigde helemaal onderin en dus degradeerde SA Juve Mollem VW naar Vierde Provinciale.
In 2025 besloot men met buur Asse-Zellik 2002 te fuseren. Men ging verder onder het stamnummer van Juve Mollem in 2e Provinciale als Nova Asse-Mollem.

## Resultaten
| Seizoen                                   | Klasse | Klasse | Klasse | Klasse | Klasse | Klasse | Klasse | Klasse | Klasse | Reeks                | Punten | Opmerkingen                                                  |
|                                           | 1A     | 1B     | 1Am    | 2Am    | 3Am    | P.I    | P.II   | P.III  | P.IV   |                      |        | Vanaf 2016-17 zijn er 3 nationale en 2 regionale niveaus     |
| ----------------------------------------- | ------ | ------ | ------ | ------ | ------ | ------ | ------ | ------ | ------ | -------------------- | ------ | ------------------------------------------------------------ |
| 2016/17                                   |        |        |        |        |        |        |        | 13     |        | Derde Prov. Brab. C  | 31     |                                                              |
| 2017/18                                   |        |        |        |        |        |        |        | 13     |        | Derde Prov. Brab. C  | 31     |                                                              |
| 2018/19                                   |        |        |        |        |        |        |        | 14     |        | Derde Prov. Brab. C  | 27     |                                                              |
| Als Soccer Academy Juve Mollem Voorwaarts |        |        |        |        |        |        |        |        |        |                      |        |                                                              |
| 2019/20                                   |        |        |        |        |        |        |        | 16     |        | Derde Prov. Brab. C  | 6      | Seizoen vroegtijdig beëindigd door coronacrisis. Degradatie. |
| 2020/21                                   |        |        |        |        |        |        |        |        | -      | Vierde Prov. Brab. F | -      | Seizoen geschrapt wegens Covid-19                            |
| 2021/22                                   |        |        |        |        |        |        |        |        | 2      | Vierde Prov. Brab. F | 61     | Promotie                                                     |
| 2022/23                                   |        |        |        |        |        |        |        | 13     |        | Derde Prov. Brab. A  | 33     |                                                              |
| 2023/24                                   |        |        |        |        |        |        |        | 6      |        | Derde Prov. Brab. A  | 48     |                                                              |
| 2024/25                                   |        |        |        |        |        |        |        | 6      |        | Derde Prov. Brab. A  | 48     |                                                              |
| Als Nova Asse-Mollem                      |        |        |        |        |        |        |        |        |        |                      |        |                                                              |
| 2025/26                                   |        |        |        |        |        |        |        |        |        | Tweede Prov. Brab. A |        |                                                              |